# NGC 7203
NGC 7203 este o galaxie situată în constelația Peștele Austral. A fost descoperită în 27 septembrie 1834 de către John Herschel. Se află la o distanță de 35,05 de megaparseci de Pământ.